# Invasion dorienne
L’invasion dorienne est une hypothèse avancée par les historiens de la Grèce antique pour expliquer la discontinuité entre les dialectes et les usages pré-classiques du sud de la Grèce et ceux de la Grèce classique, appelés « doriens » par les auteurs de l'Antiquité.
Selon la tradition, en effet, le peuple des Doriens se serait emparé du Péloponnèse à la suite d'un coup de force interprété comme le « Retour des Héraclides ». Les érudits ont longtemps vu dans ce mythe l’interprétation d'un événement réel qu'ils ont appelé invasion dorienne. La portée de ce concept a beaucoup varié selon les auteurs, dans la mesure où historiens, philologues et archéologues s'en servaient pour expliquer les ruptures qu'ils rencontraient dans leur discipline propre. L'apparition d'une culture dorienne sur certaines îles de Méditerranée comme la Crète (les Doriens auraient colonisé plusieurs sites de Crète comme Lato) n'est d'ailleurs pas aisée à dater.
Malgré deux siècles de recherches, l’historicité d'une invasion dorienne n'a jamais pu être démontrée. Si les travaux inspirés par cette hypothèse ont permis d'écarter un certain nombre d'idées reçues, le concept initial s'est par ailleurs dissous en une multitude d'interprétations, mais l'existence de mouvements migratoires importants ne peut être écartée.

## Le retour des Héraclides

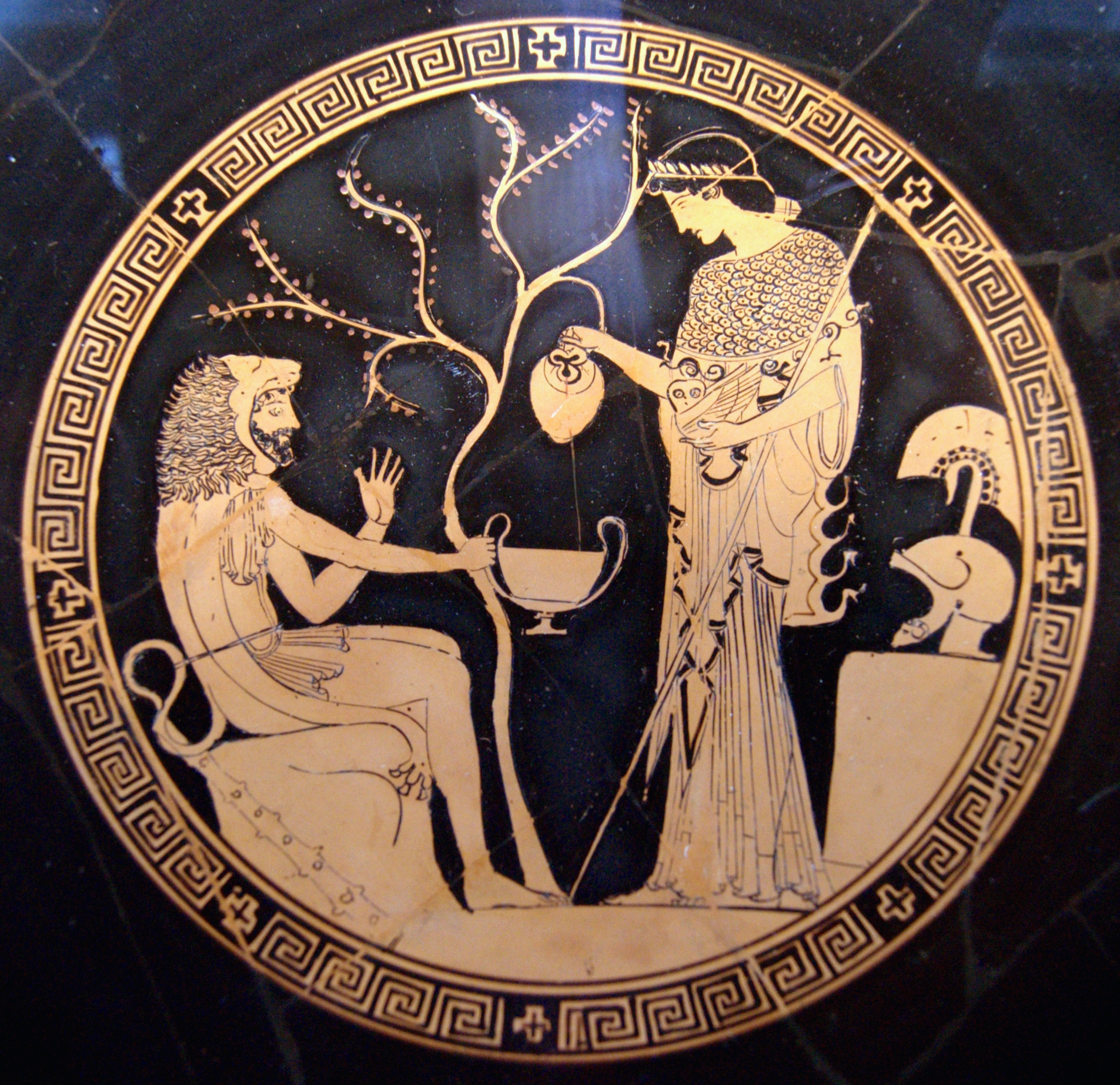
Héraclès et Athéna, Céramique attique à figures rouges.

Selon la tradition antique, les descendants d’Héraclès (appelés Héraclides), exilés à sa mort, seraient revenus en force quelques générations plus tard, réclamant les terres que leur ancêtre détenait dans le Péloponnèse. Mais la Grèce archaïque de la tradition est une reconstruction largement mythique : si on identifie aujourd’hui ses héros avec des rois de la Grèce mycénienne, le thème du « retour des Héraclides » est né des mythes (voir l'article Évhémérisme), et du reste la généalogie varie d'un auteur à l'autre, le seul point commun étant qu'un clan historique se réclame d’Héraclès.
L'emploi du terme même de « retour » constitue un euphémisme tout à fait moderne ; car les connotations du grec ancien (les verbes katienai et katerchesthai) sont bien différentes : elles signifient, littéralement, « descendre, s'abattre » ou plus rarement « être projeté à bas de ». Elles peuvent traduire le fait de descendre des hauts plateaux dans la vallée, ou de la terre aux enfers, ou de s'abattre comme une vague ou un navire qui s'échoue balayant le rivage, ou enfin rentrer d’exil (ce qui supposait, en Grèce, toujours un retour en bateau!). Ces termes ne renvoient jamais à un simple retour, qu'on désignait plutôt par nostos (poussé par la nostalgie ou la lassitude, cf. le « retour de Troie »). Les Héraclides ne sont donc pas partis retrouver une contrée qu'ils regrettaient, ils se sont abattus sur le Péloponnèse comme un fléau, ce qui justifie l'emploi du terme d’invasion (dorienne).
Mais il y a une différence entre les Héraclides et les Doriens, que l’historien britannique George Grote résumait ainsi : « Héraclès, quant à lui, avait rendu au roi dorien Ægimios un inestimable service, lorsque ce dernier était en difficulté dans sa guerre contre les Lapithes (…). Héraclès défit les Lapithes et tua de ses mains leur roi Coronus ; en retour, Ægimios offrit un tiers de son royaume à ses libérateurs et adopta Hyllos ». Hyllos, un Perséide, fut à la mort d'Héraclès chassé de Mycènes par un autre prétendant au trône, Eurysthée, lui aussi Perséide : « À la mort… d’Héraclès, son fils Hyllos et ses autres enfants furent chassés et persécutés par Eurysthée (…). Eurysthée marcha sur l’Attique, mais trouva la mort dans son aventure. (…) Tous les fils d’Eurysthée y perdirent la vie (…), de sorte que les derniers Perséides étaient désormais les seuls Héraclides… ». Les Pélopides prirent alors le pouvoir. Les Héraclides « tentèrent de reprendre les terres dont ils avaient été chassés » mais furent battus par les Ioniens aux Roches scironniennes, proches de l’Isthme de Corinthe. Hyllos, par un combat singulier contre Atrée, obtint la paix pour trois générations mais fut tué par Échémos d’Arcadie.
Les Héraclides jugèrent alors à propos de réclamer le pays des Doriens attribué à Héraclès : « … et de ce moment les Héraclides et les Doriens s’unirent par une société commune ». Trois générations plus tard, les Héraclides alliés aux Doriens occupèrent le Péloponnèse, événement qualifié par Grote d’« invasion victorieuse ».

## Le terme d'invasion
L'emploi fréquent du terme d’« invasion » dorienne semble remonter aux années 1830. Un synonyme est « migration dorienne » ; par exemple, Karl Otfried Müller, dans sa monographie sur les Doriens (Die Dorier, 1824), évoque « die Einwanderung von den Doriern » (littéralement « l'immigration des Doriens »), et en 1831 Thomas Keightly employait encore cette expression dans Outline of history, mais dès 1838, dans The mythology of ancient Greece and Italy, il parlait d’invasion dorienne.
Pourtant aucune de ces deux expressions ne parvient à rendre exactement le terme grec. Elles impliquent un apport étranger ; mais les Doriens étaient-ils bien des étrangers ? William Mitford, dans son Histoire de la Grèce (1784-1810), décrit un « soulèvement dorien » et les deux premiers volumes de l’Histoire de George Grote ne devaient pas paraître avant 1846, bien qu'il y travaillât depuis 1822.
Le terme d’Einwanderung utilisé par Müller est tantôt synonyme de Heraklidenzug (pérégrination des Héraclides), tantôt de Völkerwanderung, qui renvoie aux invasions barbares du haut Moyen Âge. L’argumentation de l'érudit allemand était principalement philologique : c'est en essayant d’expliquer historiquement les différences de dialectes des tribus qu'il fit l'hypothèse d'une origine hellène des aborigènes ou Pélasges. Dans l'exorde de son Introduction, on lit : « Le berceau des Doriens, ce sont ces contrées où la nation grecque voisinait au nord avec des races barbares nombreuses et dissemblables entre elles. Quant aux tribus qui vivaient au-delà de ces confins, nous sommes entièrement dépourvus de connaissances ; et il n'y a pas davantage de vestige ou de tradition indiquant que les Grecs fussent originaires de ces contrées ».
Müller suggère par là que la langue originelle des Pélasges est l'ancêtre commun du grec ancien et du latin ; qu'elle évolua vers un proto-grec ; en Macédoine et en Illyrie, elle aurait été abâtardie par suite de l'invasion des Illyriens (notamment les Briges). Ce sont ces mystérieux Illyriens qui auraient chassé les Grecs locuteurs de l'« achéen » (dont l’éolien serait un témoin), puis les locuteurs du dialecte ionien et enfin les locuteurs du dialecte dorien en trois vagues successives vers l'Attique et le Péloponnèse. Ainsi s'expliquerait, selon Müller, la distribution géographique des grands dialectes du grec ancien.
Les Illyriens, ne pouvant poursuivre leur expansion plus au sud à cause du relief de la péninsule grecque qui la rend plus facile à défendre que la Macédoine et la Thessalie, auraient néanmoins déclenché trois grandes migrations d'Hellènes à plusieurs siècles d'intervalle.

## Des envahisseurs grecs: la thèse de Kretschmer
Mais vers la fin du XIXe siècle, le philologue Paul Kretschmer produisit des arguments convaincants en faveur de la persistance d'un substrat linguistique pré-grec, peut-être anatolien : le pélasgique, reprenant la thèse classique selon laquelle des populations isolées auraient vécu à l'écart des Grecs dans les régions rurales et montagneuses d’Arcadie ou le long de côtes rocheuses inabordables de l'extrême sud du Péloponnèse. Ce point de vue ne laissant plus aucune place aux proto-Grecs de Müller, Kretschmer n'avait plus besoin de faire venir les Héraclides ou leurs alliés doriens de Macédoine et de Thessalie. Il voyait dans les Grecs les transfuges d'une migration venue des plaines d’Asie, région d’où, selon lui, les Proto-indo-européens seraient partis vers 2500 av. J.-C. Le berceau des Hellènes se situerait quelque part entre la Grèce et l'Asie, berceau d’où seraient partis les Proto-Ioniens (vers 2000 av. J.-C.), les Proto-Achéens (vers 1600 av. J.-C.) et les Doriens vers 1200 av. J.-C. pour coloniser en trois vagues successives une Grèce en cours de repeuplement.
Kretschmer estimait que si le pays d'origine des Hellènes restait pour l'instant une énigme, l’archéologie finirait par l'identifier. Les manuels d'histoire grecque de l'époque affirmaient qu'ils avaient migré vers la Grèce. Encore en 1956, l’History of Greece de J. B. Bury (3e édition) évoquait « l’invasion qui a imposé la langue grecque en Grèce ». Pendant près d'un demi-siècle, les recherches archéologiques en Grèce et dans les Balkans se sont efforcées de retrouver les traces des Doriens au nord de la Grèce. Cette hypothèse était alors liée à celle selon laquelle les « Peuples de la mer » et les Doriens étaient les manifestations historiques d’une même grande migration du nord vers le sud survenue vers 1200 av. J.-C.
Le point faible de cette théorie est qu'elle suppose une Grèce soumise, mais où les dialectes pré-doriens continuent de s'épanouir çà et là. Or, si cette Grèce des Doriens est largement attestée par toutes sortes de témoignages, on ne dispose de rien de tel pour les hypothétiques régions non-doriennes de Grèce. De même, les Peuples de la mer ne sont connus que par les scribes égyptiens. Se fondant sur la théorie des trois vagues de peuplement posée par Müller et sur celle de la persistance de locuteurs isolés du pélasgien posée par Kretschmer, les historiens poursuivirent leur quête des Doriens dans d'autres disciplines. Mais, dès 1950, le parler proto-grec de Müller, ancêtre commun du grec ancien et du latin archaïque, n'était plus évoqué et, quoiqu'elle fît encore partie du bagage universitaire, vers 1960 la thèse d'Hellènes envahisseurs de la Grèce avait vécu.

## Une nation grecque autochtone
Le déchiffrement du linéaire B, écriture syllabique d'une langue qui s'avéra être du grec, fit grandement progresser la question de l’« invasion dorienne ». La langue ainsi déchiffrée fut baptisée mycénien. En la comparant aux dialectes grecs postérieurs, les chercheurs purent prendre la mesure de l'évolution de la langue. Ainsi le mot grec classique anak-s (« roi »), que les comparatistes faisaient remonter à un *wanak- jusque-là hypothétique, se retrouvait dans le linéaire B sous la forme wa-na-ka.
Il n'en fallut pas davantage à Ernst Risch pour affirmer qu'il n'y avait eu qu’une migration à l'origine du proto-grec, langue qui, en Grèce, devait se ramifier ensuite en plusieurs dialectes. Simultanément, les linguistes au fait des détails du déchiffrement de Michael Ventris commençaient à douter sérieusement de l'hypothèse d'un proto-grec. John Chadwick résumait ainsi l'état des recherches en 1976 : « Aussi examinons l’autre point de vue. Cette hypothèse affirme que le grec n’existait pas avant le XXe siècle av. J.-C., mais prit naissance en Grèce par la cohabitation d'un peuple indigène avec des envahisseurs parlant une autre langue (…). Il est difficile de dire ce qu'était cette langue (…) ; l'état de la langue au moment de l'invasion est délicat à connaître ». En l'espace d'une décennie, « l’autre point de vue » s'est imposé. J. P. Mallory écrit en 1989 au sujet des différentes hypothèses relatives au proto-grec : « Il n'est plus question de concilier toutes ces théories (…). L'état actuel de nos connaissances sur les dialectes grecs laisse tout-à-fait la place à la possibilité d'une vague migratoire indo-européenne en Grèce entre 2200 et 1600 av. J.-C., dont les descendants seront par la suite des locuteurs du grec ». Depuis la fin du XXe siècle, la théorie d'une invasion par des peuples parlant une forme de grec est oubliée, quoiqu'elle conserve encore la faveur d'une poignée d'auteurs. Ainsi, il n'y a jamais eu qu'une Grèce peuplée de locuteurs du grec : « Il est généralement admis que le grec est né du contact entre immigrants indo-européens et les peuples autochtones de la péninsule des Balkans, vers 2000 av. J.-C. ».
Faute d'avoir pu susciter le « retour des Héraclides », les linguistes sont finalement parvenu à interpréter l'invasion dorienne comme une histoire grecque.

## Le mystère de la fin des royaumes mycéniens
Parallèlement, les archéologues mettaient en évidence une vague de destruction des palais mycéniens. En effet les tablettes de Pylos rapportent l'envoi de « garde-côtes », peu avant l'incendie du palais par des ennemis venus de la mer. Carl Blegen écrit à ce sujet : « Il faut reconnaître la marque caractéristique des Doriens dans les traces d'incendie des ruines de tous les grands palais et des principales villes qui… furent rayées de la carte à la fin du Mycénien IIIB ». Blegen s'appuie sur le travail de Furumark qui date l’Helladique récent IIIB entre 1300 et 1230 av. J.-C. Blegen lui-même datait l’invasion dorienne de 1200 av. J.-C.
Mais l'hypothèse d'une destruction par des Doriens pose d'autres problèmes (cf. ci-après), et elle ne constitue pas la seule explication possible. Des causes climatiques ont pu déstabiliser l'équilibre économique et donc politique régional (la sédimentologie indique des sécheresses prolongées alternant avec des pluies diluviennes, d'où perte probable des récoltes et turbidité de la mer, réduisant les prises de pêche) et à peu près à la même époque, la domination hittite en Anatolie prenait brutalement fin avec la destruction de leur capitale Hattusa, tandis qu'à la fin des XIXe et XXe dynasties l'Égypte était confrontée aux invasions des Peuples de la mer. Une autre théorie, que rapportent notamment Thomas et Conant, leur attribue la décadence du Péloponnèse : « Certains passages des tablettes en linéaire B trouvées dans le royaume mycénien de Pylos signalant l'envoi de marins et de gardes vers les côtes, par exemple, peuvent très bien remonter à l'époque où le pharaon d’Égypte s'attendait à l'arrivée d'ennemis ».
Mais qui étaient ces ennemis? Ce que l'on sait des Peuples de la mer révèle qu'une partie d'entre eux étaient des Grecs. Michael Wood, s'appuyant sur la tradition, et surtout sur les écrits de Thucydide, propose une piste : « …n’oublions pas les légendes, du moins en tant qu’évocations de ce qui a pu se produire. Elles nous rapportent la constante rivalité opposant les dynasties royales de l’Âge des Héros (Atrée et Thyeste, Agamemnon et Égisthe, etc.) ». En résumé, le monde mycénien se serait désintégré sous les coups de « partisans des grandes familles royales ».
L'éventualité de dissensions internes a longtemps retenu l'attention des chercheurs. Chadwick après un exposé et un examen critique du développement des différents points de vue à cet égard, finit par proposer en 1976 une théorie de son cru : il n'y aurait jamais eu d’invasion dorienne. Les palais auraient été détruits par des Doriens installés de longue date dans le Péloponnèse, mais qui, réduits à une condition servile, se seraient révoltés. Chadwick était d'avis que le parler grec du nord était plus proche des origines, tandis que le grec méridional était devenu une langue de cour, sous l'influence de la civilisation minoenne.
Tant qu'il s'en tenait à une position d'expert désintéressé, Chadwick, dernier survivant de l'illustre « binôme » Ventris-Chadwick, était respecté comme le maître incontesté des études mycéniennes ; mais il n'avait pas sitôt pris position dans ce débat sulfureux que sa position parut s'affaiblir et son influence vint à être contestée ; sa théorie d’une révolution sociale, quoiqu’elle rappelât celle de William Mitford, de deux siècles antérieure, fut accueillie avec scepticisme. Chadwick fut accablé de récompenses le poussant par là-même vers la sortie, les recherches qu'il avait initiées se poursuivirent sans lui.

## Invasion ou migration?

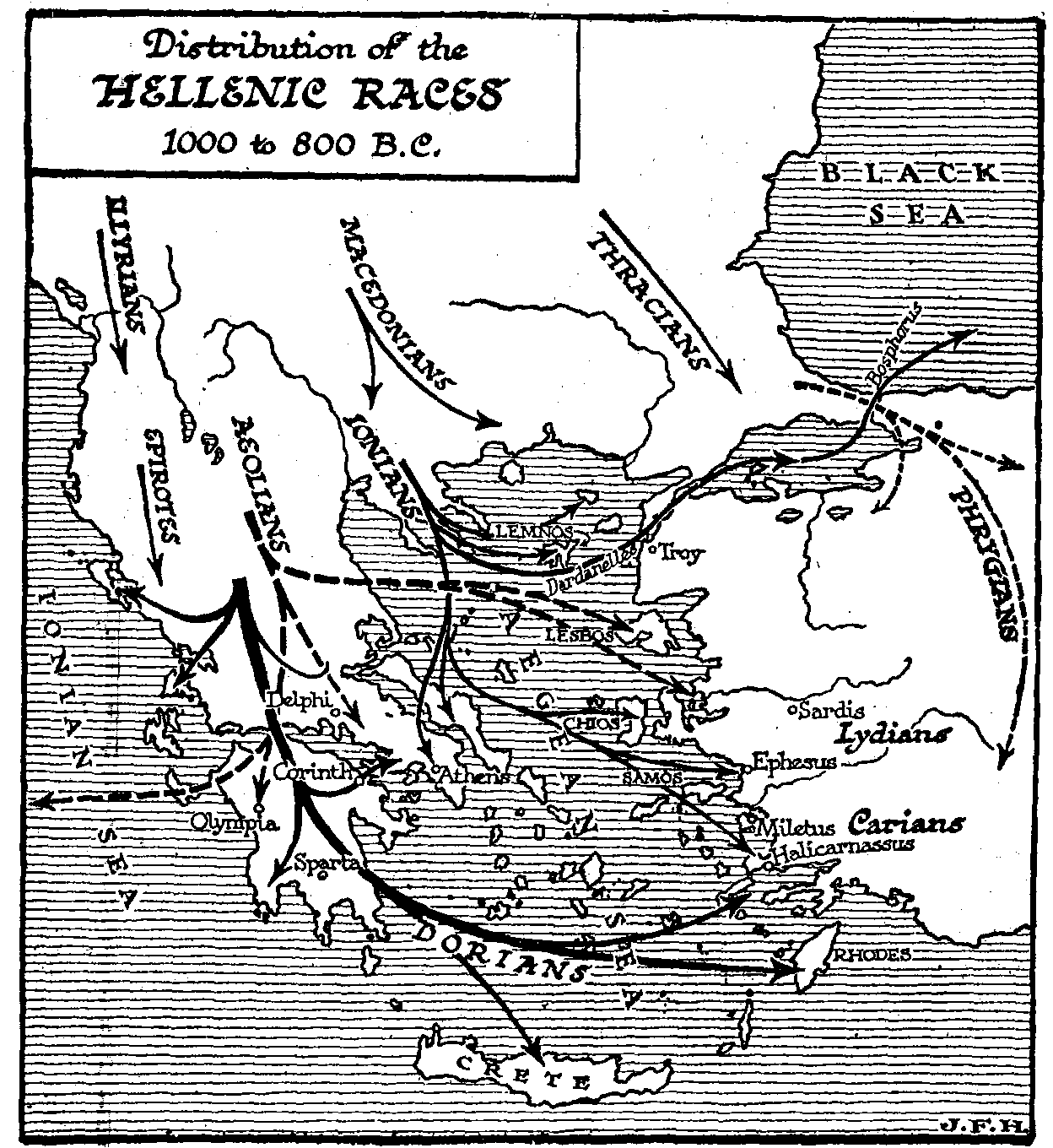
La migration des Doriens selon l'’ouvrage The Outline of History de H. G. Wells (1920). La flèche montrant l'origine des Illyriens (en haut à gauche) montre que Wells est encore influencé par Müller, tandis que les routes de migrations depuis le centre vers le sud sont raisonnablement bien documentées.

À l'issue des siècles obscurs, la plupart des peuples du Péloponnèse parlaient le dorien ; les témoignages du linéaire B et la tradition poétique, notamment les œuvres d’Homère, suggèrent qu'ils parlaient antérieurement un dialecte achéen, qui devait être le mycénien. Tout aussi significatif est le bouleversement politico-économique ayant frappé les cités du Péloponnèse, qui sont passées du statut de royaumes organisés autour d'une économie palatiale à une société de castes dominée depuis Sparte par un despote dorien (ethnos). Toute la question, pour cette période, est de savoir si ces faits justifient la thèse qu'un peuple, les Doriens, ait bien envahi le Péloponnèse, en ait chassé le gros des populations autochtones, et réduit le reste en esclaves héréditaires ; qu'enfin ils aient imposé leur dialecte dorien à la place du mycénien.
Car si personne ne remet en question la réalité des changements, comment et quand se sont-ils opérés ? H. Michell, un spécialiste de Sparte, affirme pour sa part : « Si nous supposons que l'invasion des Doriens a eu lieu au XIIe siècle av. J.-C., il est certain que nous ne savons rien d'eux pour le siècle suivant ». Blegen, pour la période infra-mycénienne postérieure à 1200 av. J.-C., reconnaissait que « Tout le pays paraît avoir été faiblement peuplé… ».
Le problème est qu'il n'y a aucune trace des Doriens en Grèce avant le début de l'époque géométrique, vers 950 av. J.-C. L'ornementation dépouillée des peintures sur céramique paraît corrélée avec d'autres changements importants dans la culture matérielle, comme l’introduction d'armes en fer, et l'évolution des pratiques d'inhumation, depuis les sépultures communes des tholoï mycéniens jusqu'à des tombes individuelles et à la crémation. Si ces évolutions accompagnent à coup sûr l’arrivée des colons doriens de la tradition, que furent les fondateurs de Sparte au début du Xe siècle av. J.-C., elles ont aussi touché toute la Grèce ; en outre, les nouvelles armes n'auraient pas été employées avant 1200 av. J.-C.
Les hellénistes étaient confrontés à l’énigme d’envahisseurs surgissant vers 1200 av. J.-C. mais dont la civilisation ne se serait manifestée qu'en 950 av. J.-C. Qu'est-ce qui a donc pu retarder à ce point les Doriens, et que sont-ils devenus pendant plusieurs générations ? Une hypothèse énonçait à ce sujet que la destruction de 1200 n'avait pas été le fait des Doriens, et que le retour quasi-mythique des Héraclides correspond à la fondation de Sparte vers 950 ; migration devenue sans problèmes en l'absence de rivaux.

## À l'origine des Doriens: une lacune de 150 ans
L'hypothèse d'une invasion dorienne était née de la tentative d'expliquer les différences entre la société grecque peinte par Homère et celle des Doriens historiques de la Grèce classique (Sparte et ses colonies). Les premiers érudits à s'attaquer à cette question étaient des historiens qui s'appuyèrent sur les seules sources dont ils disposaient : les mythes grecs ; puis les philologues (et à leur suite les linguistes) relevèrent le défi, mais tout en affinant l'analyse, ils ne firent que multiplier les interrogations. Ce sont finalement les archéologues qui ont repris ces recherches à leur charge, avec de nouveaux espoirs d'aboutir. Peut-être quelque vestige d'origine indiscutablement dorienne viendra-t-il un jour expliquer de façon précise quand et comment la civilisation grecque a changé de manière aussi radicale.
Les historiens ont défini les siècles obscurs comme une période de déclin général, marquée en l'occurrence par la disparition de l’économie palatiale et de la loi et l'ordre qu'elle avait imposés, l'oubli de l'écriture, la dégradation du commerce, la baisse démographique et l'abandon des colonies (parfois détruites), la pénurie en métaux, et une décadence des arts, surtout manifeste pour les céramiques. Dans leur acception la plus large, les siècles obscurs s'étendent de 1200 à 750 av. J.-C. jusqu'au début de l’époque archaïque ou orientalisante, où l’influence anatolienne favorisée par les colonies grecques d'outre-mer fit renaître la prospérité.
Une période de pauvreté, de crise démographique et de pénurie en métaux n'est pas compatible avec le déchaînement sur le Péloponnèse de guerriers victorieux armés d'un équipement dernier cri, région qu'ils auraient conquise pour y fonder leur propre civilisation. Ces siècles obscurs recouvrent en réalité trois périodes artistiques et archéologiques : l’Helladique récent, la Période protogéométrique et la période géométrique. La plus florissante, la géométrique, paraissait la plus convenable aux Doriens mais la lacune historique est trop importante, et le bassin d'artisanat associé ne coïncide pas avec l’aire d'expansion dorienne, mais bien davantage avec Athènes, cité de tradition ionienne.
Les Doriens, pour autant, ont pris part à la période géométrique ; par conséquent, connaître l'origine de cette période nous ferait aussi connaître l’origine des Doriens. La période géométrique marque une transition nette au milieu des siècles obscurs, à la fin du proto-géométrique ; les foyers étaient alors si pauvres qu'ils cessèrent de fabriquer leurs bijoux en bronze, se contentant de bagues et pendentifs en fer. Quant aux hommes de l’Helladique récent, leurs ornements se contentent d'une juxtaposition lâche et peu soignée de motifs mycéniens, ce qui les a fait souvent assimiler à des réfugiés. Le fait que ces populations aient continué à fréquenter des palais devenus déserts, qui auparavant appartenaient déjà à des Doriens demeure l’une des principales énigmes.
Aucune explication ne semble à ce jour en vue. La discontinuité observée dans la culture matérielle marque l'avènement du style proto-géométrique, vers 1050 av. J.-C., ce qui laisse subsister une lacune de 150 années. Ce moment de l'histoire n'est relié à aucun événement marquant au sujet des Doriens, mais si ce peuple était présent pendant la période géométrique et pas seulement en tant que classe inférieure anonyme, c'est sans doute vers 1050 qu'ils se distinguèrent des autres hellènes. Comme le dit non sans humour (et non sans une pointe de frustration) l'historien britannique Cartledge : « C'est devenu ces derniers temps un nouveau scandale : les Doriens, archéologiquement parlant, n’existent pas ; c'est-à-dire qu'il n'y a, dans les vestiges des deux siècles postérieurs à 1200, aucune trace de culture matérielle qu'on pourrait considérer comme spécifiquement dorienne. Dépouillés de leur brevet pour la céramique géométrique, les rites de crémation, le travail du fer et, suprême outrage, la fibule, les infortunés Doriens sont nus devant leur créateur voire, diraient d’aucuns, leur inventeur ».
Les Doriens restent tout aussi insaisissables pour l’archéologie. Il est vrai que, peut-être, les vestiges matériels ne permettent pas toujours de caractériser les mouvements et les territoires des peuples. Quoi qu'il en soit, la question demeure ouverte.